# بوریتی دو توکانتینس
بوریتی دو توکانتینس (به پرتغالی: Buriti do Tocantins) یک منطقهٔ مسکونی در برزیل است که در توکانتینس واقع شده‌است. بوریتی دو توکانتینس ۲۵۲ کیلومتر مربع مساحت و ۱۱٬۴۹۷ نفر جمعیت دارد.